# Highland Beach (Floryda)
Highland Beach – miasto w Stanach Zjednoczonych, w stanie Floryda, w hrabstwie Palm Beach.